# BDAV MPEG-2 Transport Stream
BDAV MPEG-2 Transport Stream je multimediální kontejner s příponou názvu souboru .m2ts (.MTS) používaný na Blu-ray discích a AVCHD kamerách. Umožňuje multiplexování videa ve vysokém rozlišení (obvykle ve formátu MPEG-4 AVC/H.264 a MPEG-2 Video), vícekanálového audia (obvykle ve formátu Dolby Digital a DTS) a případně dalších proudů.:14-16

## Vznik
BDAV MPEG-2 Transport Stream je rozšířením standardu MPEG-2 Transport Stream (ISO/IEC 13818-1).:13 Ten byl navržen k přenosu MPEG videa společně s dalšími proudy prostřednictvím broadcastového vysílání. Pro účely uchování dat na záznamových médiích se používá BDAV MPEG-2 Transport Stream, který k základnímu paketu o velikosti 188 bytů přidává 4bytový timecode (časový kód), takže celková velikost paketu je 192 bytů.:13 Timecode umožňuje rychlý přístup k libovolné části proudu, čehož využívají přehrávače a nelineární střihové systémy (NLE). Používá se také k synchronizaci záznamu z více kamer.
Jde o komerčně vyvíjený formát společností Sony, Panasonic a dalších členů Blu-ray Disc Asociace (BDA).:i
BDAV MPEG-2 Transport Stream může být označován jako:
- Blu-ray Disc Audio/Visual MPEG-2 Transport Stream – rozšířené oficiální označení
- BDAV MPEG-2 Transport Stream – oficiální označení [1]:9
- BDAV M2TS – zkrácené oficiální označení
- BDAV – neformální zkrácené označení (je třeba uvádět s dodatkem kontejner, aby nedošlo k záměně významu s aplikačním formátem disku[p 1] BDAV[p 2])
- M2TS – neformální zkrácené označení (koresponduje s příponou názvu souboru .m2ts, ale může se jednat „pouze“ o MPEG-2 Transport Stream)

V tomto článku je dále používáno zkrácené označení BDAV kontejner.

## Využití

### Blu-ray
BDAV kontejner je standardem pro uchovávání audiovizuálních klipů na Blu-ray discích, a to jak pro aplikační formát disku BDAV (Blu-ray Dics Audio/Visual), tak pro BDMV (Blu-ray Disc Movie).:13
- Aplikační formát disku BDAV[p 2] je spotřebitelsky orientovanou variantou. Používá se pro záznam audiovizuálních klipů na zapisovatelné BD-R (a přepisovatelné BD-RE) disky bez interaktivního obsahu, jakým je například menu.[3][4]
- Aplikační formát disku BDMV je používán převážně pro distribuci filmových titulů na BD-ROM discích, a kromě audiovizuálních klipů může obsahovat také interaktivní obsah (který však není součástí BDAV kontejneru).[1]:3-6 Dle novější specifikace může být BDMV použit i na BD-R a BD-RE discích.[5]:1

### AVCHD
Restriktivní verze BDAV kontejneru je využita na digitálních kamerách s vysokým rozlišením ve formátu AVCHD, který je ochrannou známkou společností Sony a Panasonic.
AVCHD je odlehčenou verzí aplikačního formátu disku BDAV. Využívá jeho souborovou strukturu, ale pro BDAV kontejner připouští pouze jeden video formát a dva audio formáty. Záznamovými médii mohou být DVD disky, SD karty a vestavěná úložiště (pevné nebo SSD disky, flash paměti apod.). Díky kompatibilitě s formátem Blu-ray disku lze AVCHD formát přehrát na většině Blu-ray přehrávačů  včetně herní konzole PlayStation 3.
V současné době používají formát AVCHD k záznamu primárně vyšší modelové řady videokamer Sony, Panasonic a Canon. I přes jednotnou oficiální specifikaci se ale praktická aplikace AVCHD formátu jednotlivých značek liší, což může v některých případech způsobit problémy s kompatibilitou.

## Audiovizuální proudy

### Video proudy
BDAV kontejner podporuje dva video proudy – primární a sekundární.:15-16 Sekundární proud slouží pro funkci obrazu v obraze (Picture-in-Picture) a částečně překrývá obraz primárního proudu (např. obraz režiséra, který komentuje film).:24 Podpora sekundárního video proudu je pro přehrávače povinná až od Blu-ray profilu 1.1 (tzv. Bonus View), pro Blu-ray profil 1.0 je volitelná.:40
Následující tabulka obsahuje přehled video formátů podporovaných v primárním i sekundárním video proudu BDAV kontejneru. V tabulce je uveden také údaj o specifikaci formátem AVCHD.
| Formát            | MPEG-2 Video    | MPEG-2 Video    | MPEG-4 AVC/H.264       | MPEG-4 AVC/H.264                      | SMPTE VC-1          | SMPTE VC-1          |
| ----------------- | --------------- | --------------- | ---------------------- | ------------------------------------- | ------------------- | ------------------- |
| Profily formátu   | Main Profile HL | Main Profile ML | High Profile 4.1 / 4.0 | Main Profile 4.1 / 4.0 3.2 / 3.1 /3.0 | Advanced Profile L3 | Advanced Profile L2 |
| BDAV specifikace  | ano             | ano             | ano                    | ano                                   | ano                 | ano                 |
| AVCHD specifikace | ne              | ne              | ano                    | ano                                   | ne                  | ne                  |

|                    |                    | HD          | HD           | HD          | HD           | HD          | HD           | SD             | SD             | SD             | SD             |
| ------------------ | ------------------ | ----------- | ------------ | ----------- | ------------ | ----------- | ------------ | -------------- | -------------- | -------------- | -------------- |
| Poměr stran        | Poměr stran        | 16 : 9      | 16 : 9       | 16 : 9      | 16 : 9       | 16 : 9      | 16 : 9       | 4 : 3 / 16 : 9 | 4 : 3 / 16 : 9 | 4 : 3 / 16 : 9 | 4 : 3 / 16 : 9 |
| Rozlišení          | Rozlišení          | 1920 × 1080 | 1920 × 1080  | 1440 × 1080 | 1440 × 1080  | 1280 × 720  | 1280 × 720   | 720 × 480      | 720 × 480      | 720 × 576      | 720 × 576      |
| Formát snímků      | Formát snímků      | prokládané  | progresivní  | prokládané  | progresivní  | progresivní | progresivní  | prokládané     | progresivní    | prokládané     | progresivní    |
| Snímková frekvence | Snímková frekvence | 29,97i, 25i | 24p, 23.976p | 29,97i, 25i | 24p, 23.976p | 59.94p, 50p | 24p, 23.976p | 29,97i         | 24p, 23.976p   | 25i            | 25p            |
| BDAV               | primární proud     | ano         | ano          | ano         | ano          | ano         | ano          | ano            | ne             | ano            | ne             |
| BDAV               | sekundární proud   | volitelně   | volitelně    | volitelně   | volitelně    | volitelně   | volitelně    | ano            | ano            | ano            | ano            |
| AVCHD specifikace  | AVCHD specifikace  | ano         | ano          | ano         | ano          | ano         | ano          | ano            | ne             | ano            | ne             |

### Audio proudy
BDAV kontejner podporuje dva audio proudy – primární a sekundární.:15 Sekundární proud slouží jako dodatek k primárnímu proudu a ve výstupu s ním je smíchán (např. komentář režiséra).:24 Podpora sekundárního audio proudu je pro přehrávače povinná až od Blu-ray profilu 1.1 (tzv. Bonus View), pro Blu-ray profil 1.0 je volitelná.:40
Následující tabulka obsahuje přehled audio formátů podporovaných v primárním a sekundárním audio proudu. Pokud je formát označen jako povinný, znamená to, že každý Blu-ray přehrávač musí tento formát přehrát. V opačném případě jde pouze o volitelný formát a je na výrobci, zda bude tento formát podporovat. V tabulce je uveden také údaj o specifikaci formátem AVCHD a informace, zda se jedná o bezztrátový formát. Dále maximální přenosová rychlost podporovaná BDAV formátem v kilobitech za sekundu, maximální počet kanálů při daných samplovacích frekvencích (48 kHz, 96 kHz, 192 kHz) a přípustné velikosti samplu v bitech.
|                                            | Primární audio proud               | Primární audio proud | Primární audio proud | Primární audio proud | Primární audio proud         | Primární audio proud | Primární audio proud | Sekundární audio proud         | Sekundární audio proud         |
| Formát                                     | LPCM                               | Dolby Digital        | DTS                  | Dolby Digital Plus   | DTS-HD High Resolution Audio | Dolby TrueHD         | DTS-HD Master Audio  | Dolby Digital Plus             | DTS-HD LBR                     |
| ------------------------------------------ | ---------------------------------- | -------------------- | -------------------- | -------------------- | ---------------------------- | -------------------- | -------------------- | ------------------------------ | ------------------------------ |
| Povinný / volitelný pro Blu-ray přehrávače | povinný                            | povinný              | povinný              | volitelný            | volitelný                    | volitelný            | volitelný            | povinný od Blu-ray profilu 1.1 | povinný od Blu-ray profilu 1.1 |
| AVCHD specifikace                          | ano                                | ano                  | ne                   | ne                   | ne                           | ne                   | ne                   | ne                             | ne                             |
| Bezztrátový formát                         | ano                                | ne                   | ne                   | ne                   | ne                           | ano                  | ano                  | ne                             | ne                             |
| Max. přenosová rychlost                    | 27 648 kbit/s (AVCHD 6 000 kbit/s) | 640 kbit/s           | 1 524 kbit/s         | 4 736 kbit/s         | 6 000 kbit/s                 | 18 640 kbit/s        | 24 500 kbit/s        | 256 kbit/s                     | 256 kbit/s                     |
| Max. kanálů při 48 kHz                     | 7.1                                | 5.1                  | 5.1                  | 7.1                  | 7.1                          | 7.1                  | 7.1                  | 5.1                            | 5.1                            |
| Max. kanálů při 96 kHz                     | 7.1                                | -                    | -                    | -                    | -                            | 7.1                  | 7.1                  | -                              | -                              |
| Max. kanálů při 192 kHz                    | 5.1                                | -                    | -                    | -                    | -                            | 5.1                  | 5.1                  | -                              | -                              |
| Velikost samplu v bitech                   | 16, 20, 24                         | 16–24                | 16, 20, 24           | 16–24                | 16–24                        | 16–24                | 16–24                | 16–24                          | 16 – 24                        |